# SSG 82
O Scharfschützengewehr 82 ou SSG 82, literalmente Fuzil de Atirador de Elite 82, é um fuzil com câmara para o cartucho soviético 5,45x39mm produzido na Alemanha Oriental no final da Guerra Fria para uso por unidades especiais da polícia da Alemanha Oriental.
Muito pouco se sabia sobre esta arma e muito poucos exemplos foram importados para o ocidente, com o importador Century International Arms tendo importado cerca de 600 na virada do século. Sabe-se que pelo menos 2000 fuzis SSG 82 foram feitos.
O SSG 82 na verdade foi projetado especificamente para uso no Ministério da Segurança do Estado (Stasi) para impedir a importação de fuzis de precisão policiais de países não socialistas e fuzis de precisão militares de países socialistas.

## História
O desenvolvimento do SSG 82 foi feito sob a supervisão de Erich Mielke.
Quando o QG da Stasi foi ocupado por ativistas, 10 fuzis SSG 82 foram encontrados e posteriormente passados para a Alemanha Ocidental antes de serem passados para colecionadores de armas.

## Operadores
- Alemanha Oriental: O SSG 82 foi usado pelo Departamento XXII e Diensteinheit IX do Ministério da Segurança do Estado, a unidade de serviço antiterrorista da Stasi. Além disso, guarda-costas e forças do Ministério do Interior (MDI), bem como forças especiais da polícia de choque, estavam armados com esta arma. Essas unidades de serviço possuíam um alto nível operacional-tático de treinamento e eram destinadas à prevenção ou combate a ataques terroristas, tomada de reféns e ataques terroristas no território da Alemanha Oriental.[6][4][5]